# Ципрани
Ципрани (груз. წიფრანი) — село в Грузии, в муниципалитете Душети края Мцхета-Мтианети. 

## География
Село расположено в северной части края, в 23 километрах по прямой к северо-востоку от центра муниципалитета Душети. Высота центра — 1400 метров над уровнем моря.

## Население
По данным переписи населения 2014 года, в селе проживало 24 человека.
| Год  | Население | Мужчины | Женщины |
| ---- | --------- | ------- | ------- |
| 2002 | 44        | 17      | 27      |
| 2014 | 24        | 16      | 8       |